# 何鼎雄
何鼎雄（1930年1月18日—2020年6月1日）主任医师，汉族，河北省沧州市人，西安市精神卫生中心院长。毕业于兰州大学医学院，参与组建了陕西省精神病院（现西安市精神卫生中心）。何鼎雄曾开展精神分裂症染色体组的分析，应用碳酸锂于精神疾病中，音乐声频电疗法等研究并改良了电抽搐治疗。